# 瑪麗安·戴蒙德
瑪麗安·克利夫斯·戴蒙德（英語：Marian Cleeves Diamond，1926年11月11日—2017年7月25日）是美國科學家和教育家，專業為解剖學，被認為是現代神經科學的奠基人之一。她和她的團隊最先發表證據，證明大腦可以隨著經驗的變化而改變，並且可以隨著豐富程度的提高而改善，這就是現今所稱的神經可塑性。
她對阿爾伯特·愛因斯坦大腦的研究幫助推動了正在進行的科學革命，以了解神經膠質細胞在大腦中的作用。其他已發表的研究探討了雄性和雌性大鼠大腦皮層的差異、積極思考與免疫健康之間的聯繫，以及女性在科學中的作用。
1965年，戴蒙德受加州大學伯克利分校邀請擔任助理教授，後來晉升為正教授，最後成為名譽教授，直到她於2017年去世。她在YouTube上的綜合生物學講座是2010年全球第二大最受歡迎的大學課程。